# المسجد العتيق عمي موسى
المسجد العتيق عمي موسى يعتبر المسجد التحف المعمارية النادرة التي يعود تاريخ تصميمها إلى القرن التاسع عشر الميلادي إذ بني عام 1878 م بعد تدشين كنيسة للمسحيين في بلدية عمي موسى مما أثار حفيظة السكان الذين جمعوا الاموال لبنائه .